# Estação Atlalilco
A Estação Atlalilco é uma das estações do Metrô da Cidade do México, situada na Cidade do México, entre a Estação Escuadrón 201, a Estação Iztapalapa, a Estação Culhuacán e a Estação Mexicaltzingo. Administrada pelo Sistema de Transporte Colectivo, faz parte da Linha 8 e da Linha 12.
Foi inaugurada em 20 de julho de 1994. Localiza-se no cruzamento da Estrada Ermita-Iztapalapa com a Avenida Tláhuac e a Rua Campesinos. Atende os bairros Santa Isabel Industrial e Minerva, situados na demarcação territorial de Iztapalapa. A estação registrou um movimento de 9.987.470 passageiros em 2016.